# Front Row Seats to the End of the World
Front Row Seats to the End of the World è un singolo dei Funeral for a Friend, pubblicato il 24 gennaio 2011 come prima traccia estratta da Welcome Home Armageddon, quinto album della band, pubblicato poi a marzo dello stesso anno. La canzone era già stata presentata in alcuni live della band nel corso del 2010. Il giorno della sua pubblicazione, è stata resa disponibile in download gratuito. La canzone è stata usata come apertura per il Live from the Roundhouse.

## Caratteristiche
Dopo tre album come Hours, Tales Don't Tell Themselves e Memory and Humanity caratterizzati dalla quasi totale assenza di scream che invece aveva contraddistinto i primi lavori della band, questa traccia (così come altre in Welcome Home Armageddon) presenta di nuovo il contributo dello screamer Ryan Richards (il batterista), riavvicinando il gruppo al sound dei primi anni. A detta di Richards, nella canzone è contenuta una registrazione di lui stesso che schiocca le dita; cosa che aveva sempre sognato di fare da quando aveva letto sul CD Bad che Michael Jackson era accreditato per le parti vocali e per lo schiocco di dita.
Le tematiche trattate nel testo sono di carattere ambientale, e si ritrovano anche in altre canzoni dell'album (che per questo è stato da alcuni definito un concept album).

## Video
Il video ufficiale per la canzone è stato pubblicato il 10 gennaio 2011. Si apre con inquadrature di un paesaggio tipico metropolitano con il suo flusso di automobili e persone, che però all'irrompere della musica dopo l'intro scorrono improvvisamente all'indietro, così come le varie inquadrature dei membri della band durante scene quotidiane del loro tour. Il video lascia poi spazio alle riprese di una performance live della canzone, di cui viene sottolineata l'energia e l'intensità attraverso i frequenti cambi di telecamera e l'inquadratura mossa (un po' come avviene nel video di Broken Foundation, che è pero in bianco e nero).

## Formazione
- Matthew Davies-Kreye - voce
- Kris Coombs-Roberts - chitarra
- Gavin Burrough - chitarra
- Ryan Richards - batteria e voce
- Richard Boucher - basso